# Јеврејско гробље у Нишу
Јеврејско гробље у Нишу датира још из 17. века. Према појединим изворима ту се налазе стари надгробни споменици, међу којима и неки који су "јединствени на Балкану" или "са још необјашњеним симболима". На гробљу се налазе и капела и саркофаг чувеног рабина Рахамима Нафталија Гедаље, као и многобројни надгробни споменици у облику камених ковчега, поређаних у косим дугим низовима, један поред другог. На великом броју споменика уклесани су дугачки текстови на хејбрејском језику, а на појединим налазимо и превод на српски. Неке од плоча имају изразиту вредност, а остатака изванредних орнамената, који су у облику мањих полулопти није остало тако пуно.
Употреба и одржавање Јеврејског гробља у Нишу престаје након Другог светског рата (1965. године забрањено је сахрањивање). Оно постаје напуштено и неугледно, прекривено земљом, отпадом, коровом и шипражјем. Значај гробља није препознат ни од стране локалне заједнице и општинске самоуправе у првим послератним деценијама. Пустошење гробља убрзали су Роми из оближњег дивљег насеља, који су крајем 20. века масовно продирали у њега, претварајући јеврејске капеле у илегалне куће, или правећи своје импровизоване домове на гробовима и саркофазима. Темељи ромских кућа или септичких јама заправо су настали на гробовима. Коњи који су овде везивани, свињац, животињске стрвине са свих страна учинили су ово знаменито место оскрнављеним. Гробови су отварани, а плоче ломљене и секундарно коришћене. Ромско насеље је ”прогутало” трећину Јеврејског гробља. Девастација се наставља изградњом фабричких хала, угоститељских објеката и стоваришта у близини гробљанске парцеле.

## Споменик културе
Завод за заштиту споменика културе Ниш је 2003. године сагледао стање угрожености, огромна оштећења, као и значај и укупне вредности гробља, те га је прогласио за културно добро које заслужује заштиту. Одлуком Владе Републике Србије утврђује се за знаменито место 2007. године. Гробље је данас оивичено оградом од цигала, високом преко четири метра. Са четврте стране је ограђено жицом, која га дели од дивљег ромског насеља. Према појединим подацима, на овом гробљу је евидентирано око 1150 опсталих споменика и око 150 гробних фрагмената.